# استان قهرمان ماراش
قهرمان ماراش   (در ترکی: Kahramanmaraş) یا مرعش (به کردی Mereş) نام یکی از استان‌های ترکیه است.
جمعیت این استان ۱٬۰۰۲٬۳۸۴ نفر و مرکز آن شهر قهرمان ماراش است.
از دیگر شهرهای مهم این استان می‌توان از البستان نام برد.
نام قدیمی این استان مرعش است که پس از نبرد ترک‌ها با انگلیسی‌ها و فرانسویان در جنگ جهانی یکم در این منطقه، شورای بزرگ ملی ترکیه به این استان لقب قهرمان ماراش داده و نام رسمی این استان شد.
اقتصاد این استان بیشتر بر پایه طلاسازی و به تازگی بافندگی و ریسندگی می‌گردد. شماره پلاک خودروها در این استان ۴۶ است.

## شهرستان‌ها

محل استان قهرمان‌ماراش

- قهرمان ماراش
- افشین
- آندیرلین
- چاغلایان‌جریت
- اکین‌اوزو
- البستان
- گوک‌سون
- نورحق
- پازارجیک
- ترک‌اوغلی